# 土屋鞄製造所
株式会社土屋鞄製造所（つちやかばんせいぞうじょ）は、東京都足立区西新井に本社を置く各種鞄、ランドセルの企画・製造・販売をおこなう企業である。土屋鞄（つちやかばん）の通称・ブランド名として知られる。

## 概要
1965年創業、東京でランドセル職人が立ち上げた工房を発祥とする日本の高級バッグブランド。オリジナルブランドでの皮革製品を中心とした、ランドセル、鞄、財布などの小物の企画・製作・販売をおこなっている。「土屋鞄/TSUCHIYA KABAN」、「土屋鞄のランドセル/TSUCHIYA RANDOSERU」などを展開。企画・製造・販売・修理を自社で一貫して行っており、東京の西新井、長野の軽井沢と佐久に工房を持ち、職人の育成にも力を入れている。
店舗は全国に20数店舗展開し、直営店での販売にこだわっており、卸販売は行っていない。近年では、アジア圏を中心に海外にも店舗を出店し、認知を広げている。

## 沿革
- 1965年、ランドセル工房としてスタートする[3]。創業者は土屋國男[4]。

- 1998年よりモール型のショッピングサイトに出店することでEC事業を始め、2000年には自社のオンラインストアを開始した[5]。

- 2010年6月、「土屋鞄製造所 自由が丘店」をオープンする[6]。

- 2012年3月、名古屋市のミッドランドスクエアに「土屋鞄製造所 名古屋店」をオープンする[7]。

- 2013年8月、「童具店 広島」をオープンする[8]。12月、福岡市の季離宮に「土屋鞄製造所 福岡店」をオープンする[9]。

- 2015年、軽井沢に店舗併設のランドセル工房「土屋鞄製造所 軽井澤工房」をオープンする[3]。2015年、「OTONA RANDSEL」を発売する[10]。

- 2017年より土屋國男の長男である土屋成範が代表取締役社長となる[11]。

- 2019年9月、コレド室町テラスに「土屋鞄製造所 日本橋店」をオープンする[12]。11月、渋谷スクランブルスクエアに「土屋鞄製造所 渋谷店」をオープンする[13]。2020年8月、東京ミッドタウンに「土屋鞄製造所 六本木店」をオープンする[14]。

- 2022年8月にはガラスの器とガラス工芸の専門店「TSUCHI-YA 浅草合羽橋本店」をオープンした[15]。

- 2023年6月、ブランド表記を「土屋鞄（TSUCHIYA KABAN）」に変更する[3]。

- 2023年10月に初のペット用アイテムとして犬用ランドセルを発売[16]、2024年6月27日に大谷翔平がインスタグラムで公開した愛犬デコピンの写真でこのランドセルを着用していたことから話題となった[17][18]。

- 2024年4月17日にはアパレル小物の新ブランド「ATTITU（アティテュ）｣の立ち上げを発表、7月からの販売を予定している[19][20]。

## 店舗展開
2024年6月現在、工房と併設された西新井本店、軽井澤工房店の2店舗の他に、鎌倉店、丸の内店、渋谷店、六本木店、日本橋店、自由が丘店、横浜店、神戸店、京都店、梅田店、名古屋店、福岡店の12店舗があり、また海外展開として台湾、香港に出店している。
またランドセルと子ども向け用品の専門店である「童具店」が、仙台、中目黒、南町田、横浜、鎌倉、名古屋、大阪、神戸、広島、福岡に出店しているほか、出張店舗もおこなっている。